# Дриженко, Сергей Георгиевич
Дриженко, Сергей Георгиевич (1876—1946) — известный архитектор и инженер-строитель, проектировщик гражданских и общественных зданий в Красноярске.

## Биография
Сергей Георгиевич родился 16 ноября 1876 года в Екатеринославской губернии. Его отец — потомственный дворянин Георгий Кириллович Дриженко, умер, когда сын был ещё ребёнком. После потери родителей маленького Сергея Дриженко определили в Гатчинский приют принца Ольденбургского, где он воспитывался и успешно окончил  7 классов на реальном отделении. 
В 1898 году Сергей Георгиевич Дриженко поступил в Петербургский институт гражданских инженеров.
В 1904 году он был отправлен на практику в Красноярске, откуда прислал запрос на разрешение брака с дочерью потомственного польского дворянина Стефанией Леонардовной Роганович. Согласие на брак он получил в конце этого же года. В июне 1907 года, уже завершив обучение в Петербурге, Сергей получает диплом о присуждении звания гражданского инженера.
Город Красноярск стал для Сергея Георгиевича Дриженко второй Родиной. В этом городе талантливый инженер-строитель  создал ряд зданий, ныне признанных памятниками архитектуры (градостроительства) первой половины XX в. Особое место в творчестве архитектора занимают проекты зданий кинотеатров.
Умер в 1946 году в Красноярске и похоронен на Троицком кладбище.

## Известные работы[1]
- Церковь Св. Николая Чудотворца в Николаевской слободе
- Ольгинский детский приют по улице Ломоносова, 9.
- Дом Просвещения по улице Кирова, 24
- Меховой магазин Франкфурта по улице Мира,57

## Родственные связи
Племянник известного гидрографа, исследователя Северного морского пути и озера Байкал, генерала Фёдора Кирилловича Дриженко
Фото Сергея Георгиевича с семьёй

## Адреса в Красноярске
Улица Карла Маркса (бывшая Гостинская), флигель дома N 83. По этому адресу он жил и здесь же умер.